# Næsholm
Næsholm er en tidligere borg fra middelalderen, der ligger i Odsherred knap 3 km vest for Nykøbing Sjælland.
Den ligger på en ø i den genetablerede Nygård Sø.
Borgen er blevet dendrokronologisk dateret til 1278.
I 2013 blev en ca. 80 m. lang træbro åbnet, der fører over til borgen. Ruinen er en af de mest velundersøgte borganlæg. Vilhelm la Cour udgravede ruinen i perioden 1934-57.
Der er fundet bl.a. mønter fra 1240'erne, keramik, redskaber og våben i forbindelse med udgravningerne. Den er blevet ødelagt i 1340, muligvis i forbindelse med at Valdemar Atterdag konsoliderede sin magt i riget.